# Comuna Bohatka, Troițke
Bohatka (în ucraineană Богатька) este o comună în raionul Troițke, regiunea Luhansk, Ucraina, formată din satele Bohatka (reședința), Kalinine, Maksîmivka și Rodnîcikî.

## Demografie
Componența lingvistică a comunei Bohatka
     Ucraineană (92,17%)
     Rusă (7,12%)
     Alte limbi (0,14%)
Conform recensământului din 2001, majoritatea populației comunei Bohatka era vorbitoare de ucraineană (92,17%), existând în minoritate și vorbitori de rusă (7,12%).